# Astracantha theodoroviana
Astracantha theodoroviana är en ärtväxtart som först beskrevs av Andrej Aleksandrovitj Fjodorov och Rza Jakhja Ogly Rzazade, och fick sitt nu gällande namn av Sergei Kirillovich Czerepanov. Astracantha theodoroviana ingår i släktet Astracantha och familjen ärtväxter. Inga underarter finns listade i Catalogue of Life.